# Feathered Dreams
Feathered Dreams é um filme de drama nigeriano-ucraniano de 2012, dirigido por Andrew Rozhen, que também estrela o filme com Omoni Oboli. O filme, que é a primeira colaboração entre a Nigéria e a Ucrânia, conta a história de uma jovem estudante de medicina nigeriana na Ucrânia, Sade (Omoni Oboli), que sonha em tornar-se cantora, mas enfrenta várias dificuldades associadas ao facto de ser estrangeira. Feathered Dreams também é a primeira longa-metragem ucraniana em inglês.

## Produção
A co-produção de Feathered Dreams surgiu como o resultado da necessidade de os cineastas ucranianos entrarem no mercado nigeriano e no mercado africano em geral. A indústria cinematográfica ucraniana estava a enfrentar dificuldades de financiamento e falta de apoio do Estado, então os cineastas procuraram alternativas através da colaboração com indústrias prósperas. Igor Maron, um dos produtores, afirmou que se inspirou para fazer parte do projecto depois de ter visitado Abuja, na Nigéria, e encontrou tantos nigerianos que falavam russo e ucraniano porque estudaram na antiga União Soviética, que então ele achou que seria bom ter um filme que focasse na comunidade estrangeira na Ucrânia. O director Andrew Rozhen teve que viajar duas vezes para a Nigéria para se familiarizar com os métodos de produção cinematográfica em Nollywood. O filme foi rodado em Kiev, na Ucrânia, em 2011 e marca a primeira colaboração entre a Nigéria e a Ucrânia. É também a primeira longa-metragem ucraniana em língua inglesa. Omoni Oboli viajou duas vezes para a Ucrânia durante as filmagens, passando seis semanas e duas semanas, respectivamente. O director, Rozhen, que também interpretou o papel principal masculino no filme, não tinha experiência anterior em actuação. A sua decisão de actuar no filme foi devido à falta de actores de língua inglesa na Ucrânia.

## Música e banda sonora
A música para Feathered Dreams foi composta por Sergey Vusyk. A música "My Everything" foi escrita por Natalia Shamaya e interpretada por Gaitana. A banda sonora original foi lançada sob o selo musical Lavina e Highlight Pictures.

## Prémios
Feathered Dreams foi indicado a dois prémios no Golden Icons Academy Movie Awards de 2013 nas categorias; "Melhor Filme Diáspora" e "Melhor Director de Cinema – Diáspora".